# Eric Fagúndez
Antonio Eric Fagúndez Lima (Vergara, 19 de agosto de 1998) es un ciclista profesional uruguayo que milita en las filas del conjunto español Burgos Burpellet BH de categoría UCI ProTeam.

## Trayectoria
En 2018 destacó al ganar una etapa de las Rutas de América. También se proclamó campeón uruguayo de contrarreloj en categoría Sub-23. A partir de 2019 empezó a competir como amateur en España, primero con el club vasco Baqué-Ideus-BH para más tarde unirse al club gallego Aluminios Cortizo en junio del 2021.
Durante la temporada 2022 se distinguió por ser el mejor ciclista amateur de España. Destaca su victoria en la Vuelta a Zamora, carrera por etapas del calendario nacional. Durante el verano, se unió como aprendiz al equipo continental angoleño BAI-Sicasal-Petro de Luanda. Compitió en la Vuelta a Portugal, finalizando en el puesto 33.
Finalmente se convirtió en profesional en 2023 con el equipo Burgos-BH.
Debutó con el equipo español en febrero, en la carrera O Gran Camiño, desarrollada en Galicia, culminando en la posición 33 en la clasificación general.
En marzo participó en su primera carrera WorldTour, la Vuelta de Cataluña, finalizando la prueba en la posición 97 de la clasificación general.
El 26 de agosto de ese año se convirtió en el tercer ciclista uruguayo en participar en la Vuelta a España, integrando el octeto del Burgos-BH que tomó la partida en Barcelona.

## Palmarés
2023
- Campeonato de Uruguay Contrarreloj  [3]
- 3.º en carrera de ruta en los Juegos Panamericanos

2024
- 2.º en el Campeonato de Uruguay Contrarreloj
- 2 etapas de la Vuelta al Lago Qinghai

2025
- Campeonato de Uruguay Contrarreloj
- 2.º en el Campeonato de Uruguay en Ruta

## Resultados en Grandes Vueltas y Campeonatos del Mundo
| Carrera         | Carrera         | 2021 | 2022 | 2023  | 2024 |
| --------------- | --------------- | ---- | ---- | ----- | ---- |
|                 | Giro de Italia  | —    | —    | —     | —    |
|                 | Tour de Francia | —    | —    | —     | —    |
|                 | Vuelta a España | —    | —    | 129.º | —    |
| Mundial en Ruta | Mundial en Ruta | Ab.  | —    | Ab.   | 81.º |

—: no participa

Ab.: abandono

## Equipos profesionales
- BAI-Sicasal-Petro de Luanda (stagiaire) (2022)[4]
- Burgos-BH (2023-presente)
  - Burgos-BH (2023-2024)
  - Burgos Burpellet BH (2025-)